# Lystromycter
Lystromycter is een geslacht van uitgestorven reptielen, dat leefde in het Vroeg-Mioceen.

## Beschrijving
Het lichaam van deze dertig centimeter lange wormachtige hagedis was voorzien van een kenmerkende stevige, driehoekige schedel. Daarin bevond zich een gebit, bestaande uit enkelvoudige, wigvormige tanden en een tand precies middenvoor in de bovenkaak.

## Leefwijze
Lystromycter wroette het liefste in losse bodems, waar het jaagde op insecten en wormen.

## Vondsten
Fossielen van dit dier werden gevonden in Oost-Afrika.